# هوانگمائسان
هوانگمائسان (به لاتین: Hwangmaesan) یک کوه در کره جنوبی است که در Gyeongsangnam-do, South Korea واقع شده‌است. هوانگمائسان ۱٬۱۰۸ متر بالاتر از سطح دریا واقع شده‌است.